# Medfield (Massachusetts)
Medfield es un pueblo ubicado en el condado de Norfolk en el estado estadounidense de Massachusetts. En el Censo de 2010 tenía una población de 12.024 habitantes y una densidad poblacional de 317,2 personas por km².

## Geografía
Medfield se encuentra ubicado en las coordenadas 42°11′5″N 71°18′19″O / 42.18472, -71.30528. Según la Oficina del Censo de los Estados Unidos, Medfield tiene una superficie total de 37.91 km², de la cual 37.3 km² corresponden a tierra firme y (1.6%) 0.61 km² es agua.

## Demografía
Según el censo de 2010, había 12.024 personas residiendo en Medfield. La densidad de población era de 317,2 hab./km². De los 12.024 habitantes, Medfield estaba compuesto por el 95.1% blancos, el 0.62% eran afroamericanos, el 0.07% eran amerindios, el 2.7% eran asiáticos, el 0% eran isleños del Pacífico, el 0.33% eran de otras razas y el 1.17% pertenecían a dos o más razas. Del total de la población el 1.5% eran hispanos o latinos de cualquier raza.